# Melayro Bogarde
Melayro Chakewno Jalaino Bogarde (Rotterdam, 28 maggio 2002) è un calciatore olandese, difensore del LASK.

## Biografia
Proviene da una famiglia di calciatori: è nipote di Winston Bogarde, ex calciatore della nazionale olandese, cugino di Danilho Doekhi e fratello maggiore di Lamare Bogarde.

## Caratteristiche tecniche
È un difensore centrale.

## Carriera

### Club
Cresciuto nel settore giovanile del Feyenoord, nel 2018 passa all'Hoffenheim con cui debutta fra i professionisti il 30 maggio 2020 giocando l'incontro di Bundesliga vinto 1-0 contro il Magonza.
Il 14 gennaio 2022 viene ceduto in prestito al Groningen.

### Nazionale
Ha giocato nella nazionale olandese Under-17.

## Statistiche
Statistiche aggiornate al 2 dicembre 2020.

### Presenze e reti nei club
| Stagione        | Squadra         | Campionato      | Campionato | Campionato | Coppe nazionali | Coppe nazionali | Coppe nazionali | Coppe continentali | Coppe continentali | Coppe continentali | Altre coppe | Altre coppe | Altre coppe | Totale | Totale | Totale |
| Stagione        | Squadra         | Comp            | Pres       | Reti       | Comp            | Pres            | Reti            | Comp               | Pres               | Reti               | Comp        | Pres        | Reti        | Pres   | Reti   |        |
| --------------- | --------------- | --------------- | ---------- | ---------- | --------------- | --------------- | --------------- | ------------------ | ------------------ | ------------------ | ----------- | ----------- | ----------- | ------ | ------ | ------ |
| 2020-2021       | Hoffenheim II   | RL              | 2          | 0          |                 | -               | -               |                    | -                  | -                  |             | -           | -           | 2      | 0      |        |
| 2019-2020       | Hoffenheim      | BL              | 2          | 0          | CG              | 0               | 0               |                    | -                  | -                  |             | -           | -           | 2      | 0      |        |
| 2020-2021       | Hoffenheim      | BL              | 1          | 0          | CG              | 0               | 0               | UEL                | 3                  | 0                  |             | -           | -           | 4      | 0      |        |
| Totale carriera | Totale carriera | Totale carriera | 5          | 0          |                 | 0               | 0               |                    | 3                  | 0                  |             | -           | -           | 8      | 0      |        |